# Glisy

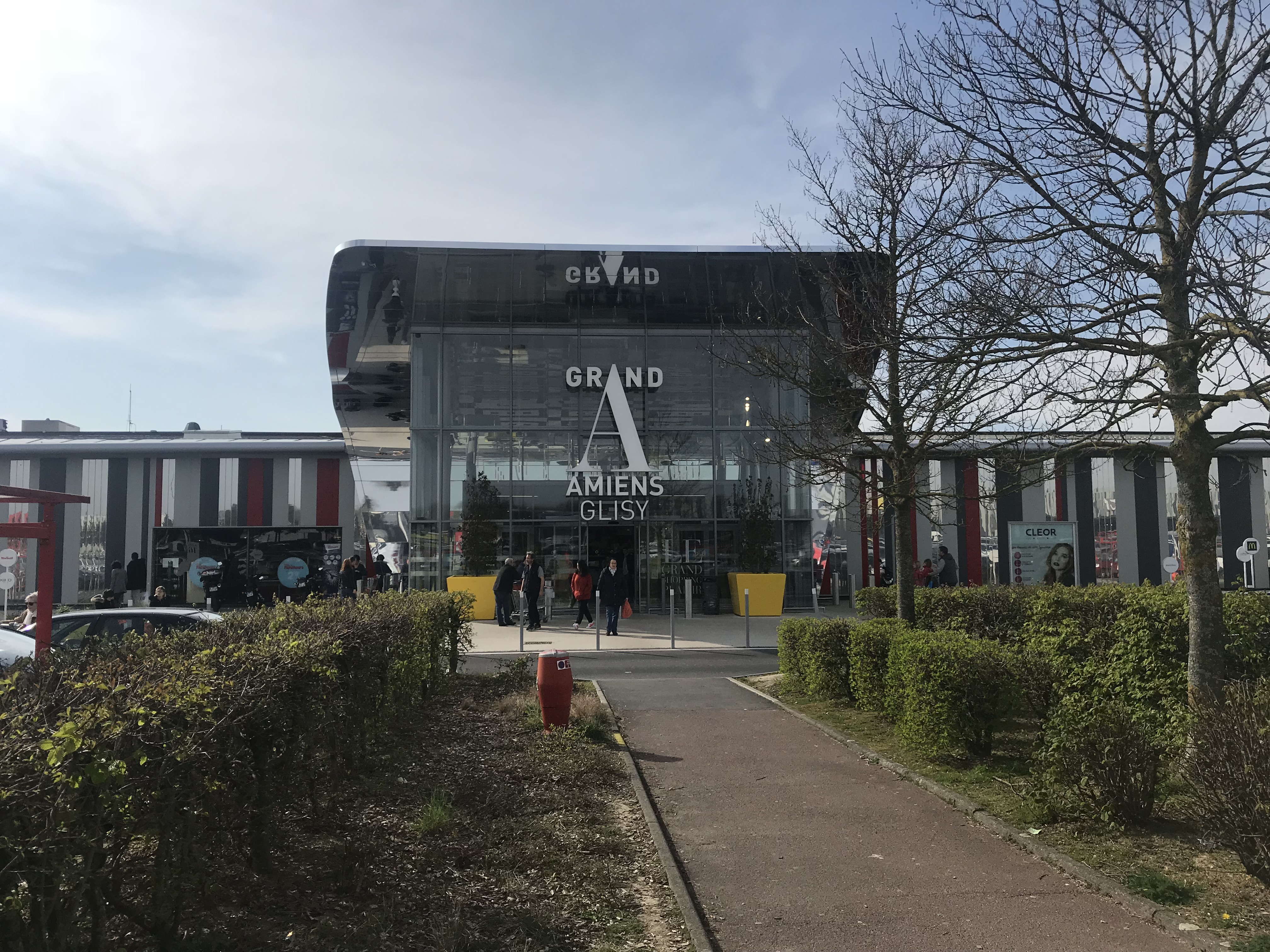
Centro comercial Grand Amiens Glisy

Glisy es una comuna francesa situada en el departamento de Somme, en la región de Alta Francia.

## Ubicación
Separada de Amiens por Camon, Longueau y Cagny, la localidad se encuentra a pocos kilómetros de la ciudad.
El viaducto Julio Verne pasa al oeste del territorio municipal, y la carretera departamental que va de Amiens a Péronne cruza la comuna.
Al este, los bosques de Trouville y Abbé marcan los límites de la comunidad.

## Economía
La comuna cuenta con un aeródromo (el aeródromo de Amiens) y un gran centro comercial (Grand Amiens Glisy), con cerca de 60 tiendas. No hay establecimientos comerciales en el centro de la localidad.

## Demografía
| 355 | 370 | 451 | 532 | 499 | 482 | 838 |
| Para los censos de 1962 a 1999 la población legal corresponde a la población sin duplicidades (Fuente: INSEE [Consultar]) |     |     |     |     |     |     |